# チューチョ・バルデース
チューチョ・バルデース（Chucho Valdés、1941年10月9日 - ）は、キューバ人のピアニストでイラケレのバンドリーダー。父親は著名なアフロ・キューバン・ジャズのピアニストのベボ・バルデス。

## 来歴
1964年1月、最初のレコーディングをハバナの「アレイト・スタジオ（Areíto Studios）」（以前の「パナルト・スタジオ」）おいて行った。
2001年、第43回グラミー賞において『ライヴ・アット・ザ・ヴィレッジ・ヴァンガード（Live At The Village Vanguard）』が最優秀ラテン・ジャズ・アルバム賞を受賞した。
2017年にも、第59回グラミー賞において『Tribute to Irakere: Live in Marciac』 が最優秀ラテンジャズ・アルバムを受賞した。

## ディスコグラフィ
- 1964年 Jazz nocturno (Areito)
- 1964年 Guapachá en La Habana (Areito)
- 1970年 Chucho Valdés (Areito)
- 1972年 『ジャズ・バタ』 - Jazz batá (Areito)
- 1976年 Piano I (Areito)
- 1981年 『テマ・デ・チャカ』 - Tema de Chaka (Areito)
- 1986年 Invitación (Areito)
- 1988年 Lucumi (Messidor)
- 1988年 アルトゥーロ・サンドヴァルと共同名義, Straight Ahead (Jazz House)
- 1991年 Solo Piano (Blue Note)
- 1998年 Bele Bele en la Habana (Blue Note)
- 1999年 Briyumba Palo Congo (Blue Note)
- 1999年 Live (RMM)（ライヴ）
- 2000年 『ライヴ・アット・ザ・ヴィレッジ・ヴァンガード』 - Live at the Village Vanguard (Blue Note)（ライヴ）
- 2001年 Solo: Live in New York (Blue Note)（ライヴ）
- 2002年 Canciones inéditas (EGREM)
- 2002年 Fantasía Cubana: Variations on Classical Themes (Blue Note)
- 2003年 New Conceptions (Blue Note)
- 2005年 『カンシオネーロ・クバーノ』 - Cancionero cubano (EGREM)
- 2008年 Canto a Dios (Comanche)
- 2008年 Tumi Sessions (Tumi)
- 2008年 Bebo Valdésと共同名義, Juntos para siempre (Sony)
- 2010年 『チューチョズ・ステップス』 - Chucho's Steps (Four-Quarters)
- 2013年 Border-Free (Comanche)
- 2016年 Tribute to Irakere: Live in Marciac (Comanche)（ライヴ）